# Biblioteca nacional de Vanuatu
La Biblioteca nacional de Vanuatu (en inglés: National Library; en francés: Bibliothèque nationale) es la biblioteca nacional de Vanuatu. Situada en el Centro Cultural de Vanuatu, en Port Vila, contiene cerca de 15.000 libros y sirve como un repositorio nacional de material "raro y especial", y como una biblioteca de préstamo.  Fue fundada en abril de 2004. 
La Biblioteca posee dos "colecciones especiales", una dedicada a Vanuatu y la otra a otras partes del Pacífico. Contiene "unos 500 materiales raros" sobre Vanuatu, principalmente una colección de libros raros. Sus materiales "raros y especiales" incluyen elementos antropológicos y arqueológicos,  arte y referencias artísticas, registros autobiográficos y biografías, una gran parte de las obras en las lenguas de Vanuatu, historias misioneras,  tradiciones orales, registros culturales, históricos y políticos, diarios, periódicos y revistas.